# Cécile DeWitt-Morette
Cécile DeWitt-Morette (n. 21 decembrie 1922, Paris, Île-de-France, Franța – d. 8 mai 2017, Austin, Texas, SUA) a fost o matematiciană și fiziciană franceză, fondatoare a renumitei școli de vară din domeniul fizicii teoretice de la Les Houches.

## Biografie
Pe nume complet Cécile Andrée Paule Morette, s-a născut la 21 decembrie 1922 la Școala de mine de la Paris. În acei ani, școala de mine era prevăzută pentru bărbați, însă tatăl fetiței, André Morette, a cerut ore la acea școală în decurs de un an și și-a stabilit reședința familială în incinta Școlii. André Morette și colegul său André Citroen au studiat la  Școala Politehnică în anii când Henri Poincaré preda cursuri fundamentale de teoria electromagnetismului. Absolvind printre cei mai buni clasă, a devenit inginer la Corpul de Mine și, după Primul Război Mondial, și-a asumat directoratul oțelăriilor de la Mondevill, în Normandia, precum și al minelor adiacente din Soumont. El și-a asumat de asemnea sarcina de a construi oțelăriile înaintea războiului, iar după război, în anul 1930, acestea reprezentau un centru important industrial.
Mama, Marie-Luise Ravaudet, se născuse la Clisson, a crescut la Poitiers, a avut o educație neterminată. A absolvit liceul și se pregătise să dea examenele de admitere la Sevres, dar, în schimb, s-a căsătorit cu André Morette. Mama și o soră a viitoarei fiziciene au decedat la Caen în urma unui bombardament american la data de 6 iunie 1944, în timp ce Cécile Morette susținea un examen la Paris. Un frate a decedat în luptă împotriva germanilor în anul 1940. Doi alți frați, la fel ca și o soră, au supraviețuit.
În anii 1930 Cécile Morette a devenit liderul trupei de cercetașe catolice, activitate ce a continuat clandestin și în anii de ocupație nazistă.
Întrucât mama sa i-a interzis să se ocupe de medicină (ca "fiind prea firavă"), ea a început să studieze fizica, mai întâi la Universitatea din Caen, iar ulterior la Universitatea din Paris. În 1947 și-a luat doctoratul, cu teza Sur la production des mésons dans les chocs entre nucléons.
După terminarea studiilor, a devenit "teoretician de casă" în laboratorul lui Frédéric Joliot-Curie, fiind supervizată ocazional și de Irène Joliot-Curie. Dar aceștia niciodată nu au servit ca model pentru Cécile Morette, din cauza caracterului grosolan al acestora și a bănuielilor, că orice persoană angajată la ei în laboratorul de radiație nu are ca scop ținte științifice.  În foarte scurt timp, o sursă de neutroni "prost plasată" a fost descoperită într-o zi sub hârtii, pe masa de lucru a d-rei Cécile Morette.
Cu excepția lucrărilor câtorva experimentatori, inclusiv Joliot, fizica franceză, aflată în declin înainte de război, a ajuns la dezastru spre sfârșitul acestuia. Acesta era adevărat în particular și pentru fizica teoretică. În anul 1944 Frédéric Joliot a însărcinat-o pe Cécile Morette să prezinte un raport asupra lucrărilor în domeniul fisiunii nucleare, în lumina modelului picăturii lichide realizate de Niels Bohr și John Archibald Wheeler (1939). Aceste lucrări nu puteau fi înțelese fără o bună cunoaștere a mecanicii cuantice. În acel timp în Franța nu se țineau curusri de mecanică cuantică; exista doar un mic grup de cercetători, întruniți în jurul lui Louis de Broglie, care discutau interpretarea acestei teorii.
Având susținerea financiară a lui Joliot, precum și autorizația autorităților militare aliate, Cécile Morette a reușit să se deplaseze în anul 1946 în Marea Britanie, unde s-a întâlnit cu Paul Dirac. Ulterior a vizitat și Dublinul, capitala Irlandei, unde a devenit membru al Institutului de studii avansate din Dublin. În Irlanda a progresat rapid, sub tutela lui Walter Heitler, directorul institutului de fizică teoretică de la Academia Sinica (Academia Chineză). Cât se poate de repede ea a calculat secțiunile eficace de producție ale mezonilor, folosind teoria lui Heitler de absorbție a radiației, publicând 3 articole.
Obținând doctoratul la Universitatea din Paris în anul 1947, ea a fost invitată de către Niels Bohr să devină membru al Institutet for Teoretical Fyzik din Copenhaga pentru un an. Aceasta a fost urmată de o invitație de la Robert Oppenheimer care venise la Institutul de studii avansate de la Dublin pentru 2 ani, începând din 1948 până în 1950. Tocmai acești ani petrecuți la Copenhaga și Princeton au devenit anii cei mai importanți în viața viitoarei fiziciene, aceștia exercitând asupra naturii ei deschise spre comunicare și generoase un impact pozitiv. Ea a devenit în curând adorată de toți. Heitler, cunoscut pentru pesimismul său, spunea: „Ai fost întotdeauna o optimistă, în toate acțiunile tale (fizica și altele), și cum mi se pare, evoluția evenimentelor ți-a dat dreptate”  (Heitler, 1951). Dacă faptele confirmă sau nu optimismul ei incurabil, aceasta este o chestiune discutabilă.
Pe parcursul sejurului la Princeton, Cécile Morette, prin intermediul lui Freeman Dyson, a făcut cunoștință cu Richard Feynman și a  studiat integralele pe traiectorii direct de la autorul lor. La sfârșitul anului 1949 viitorul ei soț, Bryce DeWitt, a sosit la Institut. Până la acea dată ea nici odată nu și-a imaginat că se va căsători cu un străin. Cu iraționalitate tinerească (pe care ea și Heitler o determinau ca optimism) ea acceptat propunerea lui Bryce DeWitt și aceasta a schimbat profund planurile ei profesionale. În decembrie 1949 ei i s-a oferit un post (echivalent cu conferențiar) la Universitatea din Nancy, care retrăia o expansiune, deoarece câțiva dintre matematicienii grupului Nicolas Bourbaki se mutaseră încolo. Cu toate acestea, ea a devenit atât de binecunoscută în curând, încât peste câteva luni ea a fost apropiată de Yves Rocard, fostul conducător al Laboratorului de fizică de la École Normale Supérieure din Paris, cu invitația de a ocupa o poziție similară la acea instituție prestigioasă. Totuși și de această dată ea a refuzat invitația, sugerându-i lui Rocard să invite un alt tânăr teoretician aflat la studii în străinătate. De asemenea, ea renunțase la invitația parvenită de la o companie mică (pe atunci): International Business Machines.
La câțiva ani după aceasta, Cécile DeWitt-Morette a hotărât să facă un lucru major pentru fizica franceză: să organizeze o școală de vară în domeniul fizicii teoretice, cu participarea celor mai de vază  fizicieni ai timpului în calitate de lectori. Cu ajutorul unui prieten a rezervat un loc  în apropiere de Les Houches, un sat din departamentul Haute-Savoie, în apropiere de vârful Mont Blanc. Însă dificultatea principală erau banii. După multe încercări pe la ministerele din Paris, a reușit să obțină încrederea unui demnitar pe nume Pierre Donzellot de la Ministerul educației, ceea ce a făcut posibilă demararea școlii.
Prima sesiune a școlii de vară de fizică teoretică a avut loc în anul 1951 în condiții primitive (lectorii școlii își spălau singuri rufele cu apă rece) și în condițiile primei gravidități a doamnei Directoare. Nu a fost greu să fie invitați Wolfgang Pauli, Leon Rosenfeld, Res Jost și Leon Van Hove, dar a fost mai greu să-i oprească de la discursuri prea îndelungate. Au fost 30 de studenți, din care junmătate erau francezi. Ulterior au fost inițiate cursuri cu cele mai avansate subiecte, care includeau câte 10-20 de lecții într-o perioadă de 8 săptămâni.
Calitatea înaltă a școlii este demonstrată de faptul că mulți dintre lectorii școlii (25 la număr în anul 1999) au devenit ulterior laureați ai premiului Nobel, iar dintre studenții școlii trei au devenit de asemenea laureați ai Premiului Nobel, doi - laureați ai premiului Fields și o duzină - membri ai Academiei franceze de științe. La un an după deschiderea școlii din Les Houches, societatea italiană de fizică a cerut ajutor în organizarea unei școli similare în Italia și peste un an a demarat renumita școală de la Varenna.
În anul 1958 NATO, la insistența senatorului Henry M. Jackson, a fosmat un comitet științific sub direcția lui Norman F. Ramsey cu scopul de a încuraja  școlile de vară din Europa occidentală, citând-o pe cea de la Les Houches ca model. Banii NATO erau canalizați sub formă de granturi directe către institute (pentru a acoperi predarea și costurile administrative) cât și pentru acoperirea cheltuielilor de călătorie și trai. Granturile directe către participanți - lectori și studenți - nu erau practic restricționate. Les Houches primea cele mai mari granturi. Către sfârșitul secolului XX circa 200 de instituții de cercetare din lumea întreagă primeau granturi NATO în fiece an.
În septembrie 1951 Cécile DeWitt-Morette și Bryce DeWitt  au vizitat institutul Tata de cercetări fundamentale din Bombay (India). Aici s-a născut prima lor fiică - Nicolette - și tot aici au publicat în comun un articol important. În anul 1952 Bryce DeWitt a acceptat o poziție în laboratorul de arme nucleare Livermore, Los Alamos , California, iar Cécile DeWitt-Morette s-a angajat ca lector la Universitatea Berkeley din California. Aici a avut primii studenți pentru doctorate și a ținut cursuri de teoria cuantică a câmpurilor. A doua fiică - Jan - s-a născut în anul 1955.
În anul 1956 soțul dnei Cécile DeWitt-Morette a acceptat directoratul Institutului de fizica câmpurilor, la Universitatea North Carolina din Chapel Hill, care își datora existența lui John Archibald Wheeler de la Universitatea din Princeton și lui Agnew H. Bahnson, Jr., un industriaș din Winston-Salem, Carolina de Nord. Cécile DeWitt-Morette a devenit co-director al acestui instuitut. În câțiva ani Bryce DeWitt a devenit profesor deplin, ocupând și catedra lui Bahnson, Jr., decedat de curând, în timp ce Cécile DeWitt Morette a fost degradată la poziția de lector universitar, în pofida faptului că ei îi aparțineau meritele în atragerea fondurilor pentru institut, catedră, în orgaizarea conferințelor științifice, și, în sfârșit, în gestionarea efectivă a institului de științe Naturale din cadrul Universității North Carolina. Ca pretext a fost invocată „lupta cu nepotismul”.
În acest timp Cécile DeWitt-Morette nu numai a ținut cursuri și a condus lucrări de doctorat, dar a continuat să supervizeze școala de la Les Houches, ceea de nu era ușor din cauza distanțelor foarte mari până în Europa. Între anii 1966 și 1968 ea a fost membru al comitetului organizatoric a Societății Europene de fizică, iar în anul 1967, în colaborare cu John Archibald Wheeler, a inițiat primele întâlniri (Rencontres) Battelle la Seattle (SUA), râmânând în comitetul organizatoric al acestor instituții de vară până în  anul 1972. Preocuparea ei principală rămânea Les Houches, unde ea pleca în fiece an cu fiicele sale. Încă două fiice - Christanne și Abigail - i s-au născut în anii 1957 și 1959, respectiv.
Deși nu a fost separată total de munca de cercetare, la Chapell Hill a publicat doar 12 articole timp de 16 ani, astfel că devenise mai cunoscută ca administratoare, decât ca om de știință. Situația ei în North Carolina a devenit într-atât de dificilă încât în anul 1971 ambii soți părăsesc acest stat și acceptă invitația Universității din Texas. Datorită lui Alfred Schild și Frits de Wette (care a fost student la Les Houches), soții DeWitt au obținut posturi de profesori universitari titulari. Dar chiar și la Universitatea din Texas, pentru a evita „nepotismul”, Cécile deWitt-Morette a avut doar o jumătate de normă și nu la facultatea de fizică, ci la departamentul de astronomie, care nu îi era pe plac. Din fericire ambele departamente erau în relații amicale, iar directorul celui astronomic (Harlan J. Smith) era foarte amabil cu ambii soți. Datorită acestui fapt, soții DeWitt au fost colideri ai unei expediții finanțate de NSF, în Mauritania, în vederea observării unei eclipsă de soare în anul 1973.
În anul 1983 ultimele vestigii ale antinepotismului au dispărut din Universitate și Cécile DeWitt-Morette a trecut la facultatea de fizică. În anul 1987 poziția ei universitară fost completată până la cea de normă deplină. În anii de lucru la Universitatea din Texas a publicat 47 de articole și 2 cărți de importanță majoră. În același an a participat la simpozionul internațional Quantum Gravity, 1987, care s-a ținut la Moscova împreună cu soțul ei.
În anul 1972 (la vârsta de 49 de ani) a hotărât să se consacre definitiv cercetării, părăsind postul de director al școlii de vară de Fizică teoretică de la Les Houches, după 22 de ani de serviciu în slujba Franței și lumii întregi. Ea a rămas doar în comitetul de conducere.  Averea, pe care a lăsat-o succesorilor, consta dintr-un restaurant și bucătărie, 6 dormitoare moderne, care pot să adăpostească 75 de studenți și lectori, o clădire administrativă, o sală de conferințe, situate pe un teren alpin de 10 ha. Impactul  școlii de la Les Houches asupra desvoltării fizicii teoretice în lume în general și în Franța în special este inestimabil.
În anul 1981 guvernul Franței i-a decernat dnei Cécile DeWitt-Morette Ordinul Național al Meritului Științific, iar în anul 1999 Ordinul Legiunii de Onoare. În  anul 1992 i-a fost decernat Premiul influenței franceze (Prix du rayonnement français), iar în anul 1996 a fost desemnată în Consiliul de guvernare a Institututului de înalte studii științifice din Bures.
Printre alte ocupații ale dnei Cécile DeWitt-Morette se numără: schi, judo (centura cafenie), urmărire în zonă de la distanță, windsurf, înot și țesătorie. Ea a editat 29 de cărți, a fost membru a nenumărate comitete și comisii, a ținut cursuri în multe centre științifice.

## Lucrări publicate
- Sur la production des mésons dans les chocs entre nucléons, teză de doctorat, Universitatea din Paris, 1947.
- La Matrice S, a doua teză de doctorat, Universitatea din Paris, 1947.
- L’Energie atomique, de Gigord, Paris, 1946.
- Particules elémentaires, Hermann, Paris, 1951.
- Analysis, Manifolds, and Physics (coautori: Y. Choquet-Bruhat și M. Dillard), North Holland, Amsterdam, 1977.
- Analysis, Manifolds, and Physics, Part II  Y. Choquet-Bruhat), North Holland, Amsterdam, 1989.
- Functional Integration, Action and Symmetries (coautor:P. Cartier), Cambridge University Press, 2006.